# 城西站 (海南)

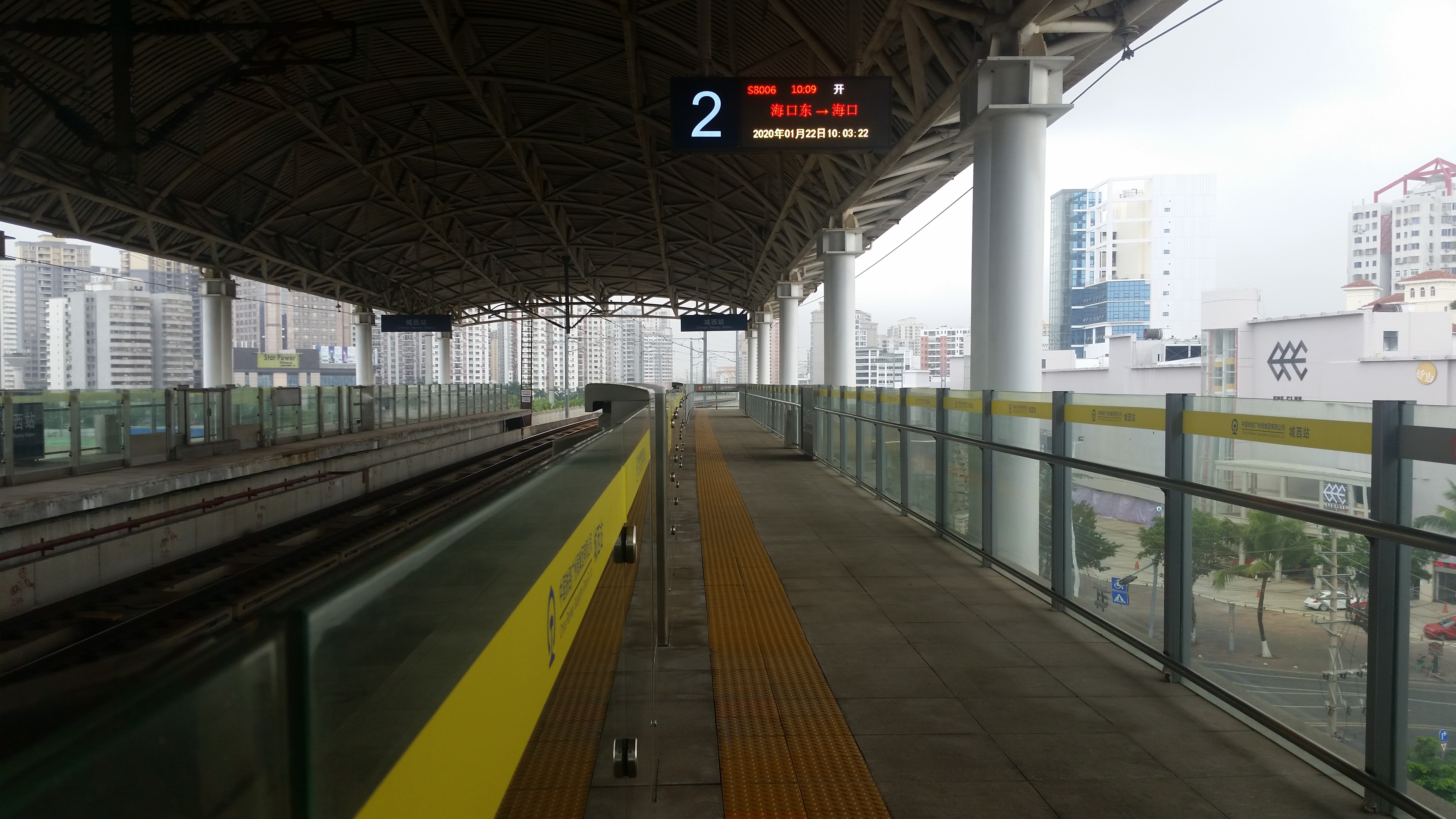
2站台

城西站是位于中国海南省海口市龙华区城西镇的一个高架铁路车站。
该站于2010年底随海南东环高速铁路同期建成，此后8年内一直闲置直到2019年重新装修并随海口市郊列车正式开通运营。
2024年9月，台风摩羯吹袭海南，本站雨棚屋面等设施严重受损。受此影响，车站暂停办理客运业务，预计12月30日完成修复。

## 接驳公交
高铁城西站
- 海口公交9路
- 海口公交14路
- 海口公交18路
- 海口公交25路
- 海口公交35路（包括35路区间车）